# Pierre Christin

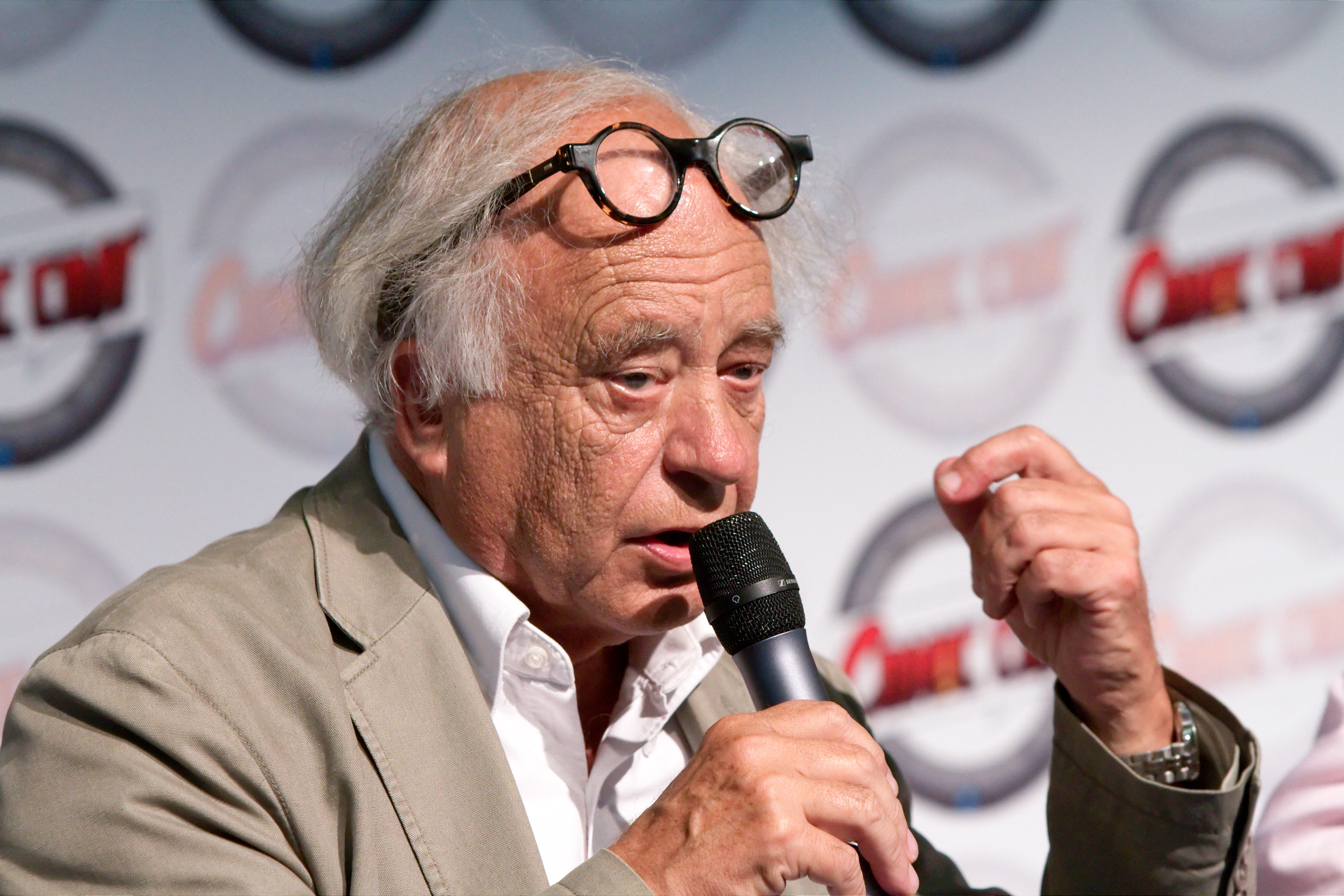
Pierre Christin, 2010

Pierre François Marie Christin (* 27. Juli 1938 in Saint-Mandé, Département Seine; † 2. Oktober 2024 in Paris) war ein französischer Autor, der vor allem als Comic-Szenarist tätig war.

## Biografie
Nach seiner Graduierung an der Sorbonne in Paris lehrte Christin Politikwissenschaften und wurde Professor für französische Literatur an der Universität von Salt Lake City in Utah, USA. Seine erste Comic-Geschichte, Le Rhum du Punch, illustriert von seinem Freund aus Kindertagen Jean-Claude Mézières, wurde 1966 im Pilote-Magazin veröffentlicht. Christin kehrte bereits im folgenden Jahr nach Frankreich zurück, um der Fakultät an der Universität von Bordeaux beizutreten. In diesem Jahr arbeitete er erneut mit Mézières zusammen an der Science-Fiction-Serie Valerian & Veronique für Pilote. Die erste Episode war Les Mauvais Rêves (dt. „Schlechte Träume“).
Neben den Geschichten um Valerian & Veronique, die eher für eine jugendliche Leserschaft gedacht sind, schuf Christin zusammen mit den Zeichnern Enki Bilal bzw. Jacques Tardi (nur ein Album) die Légendes d’aujourd’hui (dt. Legenden der Gegenwart), eine Reihe Politthriller mit teilweise phantastischen Elementen, darunter Partie de Chasse (dt. „Treibjagd“). Für Annie Goetzinger schrieb er La Diva et le Kriegsspiel (dt. „Die Diva“). Der Comic schildert ein Tribunal gegen eine französische Opernsängerin, die gegen Ende des Zweiten Weltkriegs der Kollaboration mit den Nazis beschuldigt wird. Des Weiteren arbeitete er mit Comiczeichnern wie François Boucq oder Daniel Ceppi zusammen und schrieb außerdem Drehbücher und Science-Fiction-Romane.
1996 wurde er auf dem Internationalen Comic-Salon Erlangen mit dem Max-und-Moritz-Preis in der Kategorie Bester internationaler Szenarist ausgezeichnet und 2010 mit dem Sonderpreis für ein herausragendes Lebenswerk. 2019 erhielt er während des Comic Festivals in Angoulême den Prix René Goscinny, ebenfalls für sein Lebenswerk als Szenarist.
Am 2. Oktober 2024 verstarb Pierre Christin im Alter von 86 Jahren in Paris.

## Werke (Auswahl)
- Valerian und Veronique (mit Jean-Claude Mézières); 21 Alben, 5 Sonderbände; Carlsen, Reinbek/Hamburg 1978 –
- Die Lektionen des Professors Weichbirne (mit François Boucq); Volksverlag, Markt Erlbach 1985
- Legenden der Gegenwart (mit Enki Bilal); 5 Bde., u. a. Treibjagd; div. Ausgaben ab 1983
- Das Fräulein von der Ehrenlegion (mit Annie Goetzinger); Carlsen, Reinbek 1983
- Die Diva (mit Annie Goetzinger); Carlsen, Reinbek 1984
- Lady Polaris (mit Jean-Claude Mézières); Carlsen, Reinbek 1987
- Aufruhr in der Rouergue (Legenden der Gegenwart, mit Jacques Tardi); Boiselle-Löhmann, 1989
- Die Frau des Sultans (mit Annie Goetzinger); Carlsen, Hamburg 1996
- Lena (mit André Juillard); 3 Bde.; Carlsen/Salleck, ab 2007
- Robert Moses – der Mann, der New York erfand (mit Olivier Balez); Carlsen, Hamburg 2014
- Detektei Hardy (mit Annie Goetzinger); 2 Integral-Bände; Kult Comics, Leipzig 2016/2017
- Ost-West (mit Philippe Aymond); Carlsen, Hamburg 2019
- George Orwell. Die Comic Biographie (mit Sebastian Verdier); Übersetzung Anja Kootz; Knesebeck, München 2019 ISBN 978-3-95728-154-8